# Iglesia de San Pedro (Lasarte)
La iglesia de San Pedro es un inmueble de la localidad española de Lasarte, en la provincia de Guipúzcoa.

## Descripción
El edificio se encuentra en la localidad española de Lasarte, del municipio de Lasarte-Oria, perteneciente a la provincia de Guipúzcoa, en la comunidad autónoma del País Vasco. Se menciona como iglesia parroquial del lugar en el Diccionario histórico-geográfico-descriptivo de los pueblos, valles, partidos, alcaldías y uniones de Guipúzcoa (1862) de Pablo de Gorosábel, donde aparece descrita con las siguientes palabras:

Su iglesia parroquial es de la advocacion de San Pedro apóstol, servida por un vicario; cuyos feligreses son todos los moradores de la parte de Hernani y los de la de Urnieta de entre el citado arroyo y el canton de la entrada del pueblo.
(Gorosábel, 1862, p. 268)